# Aamuposti
Aamuposti est un journal indépendant paraissant chaque jour à  Hyvinkää, Riihimäki, Loppi, Nurmijärvi et Hausjärvi. Il a été fondé en 2003 par la fusion de Hyvinkään Sanomat et de Riihimäen Sanomat.
Sa distribution s'élève à 21 502 exemplaires en 2011.